# 4798 Меркатор
4798 Меркатор (4798 Mercator) — астероїд головного поясу, відкритий 26 вересня 1989 року.
Тіссеранів параметр щодо Юпітера — 3,657.